# 山西省应县第一中学校
山西省应县第一中学校，简称应县一中，是山西省应县的一所高中。

## 历史沿革
- 1952年秋，应县城关高小招收戴帽初中班2个，学生100人[2]。
- 1953年9月，应县城关高小改制为应县初级师范学校。
- 1954年6月，山西省人民政府命令改应县初级师范学校为山西省应县初级中学校，校址仍在原处。招收5个班，学生275人。
- 1956年，应县下社完小招收的2个戴帽初中班并人应县初级中学校。
- 1958年9月，并改应县初级中学校为完全中学，称应县中学，设高中班2个，学生98名，试行二年学制。
- 1958年10月，应县并归山阴县，学校改名为山阴县城关中学；1959年暑假两县分治，学校复称应县中学。
- 1977年，应县中学改为应县第一中学校。
- 1980年，应县一中被评为山西省重点中学。
- 1993年，应县一中取消初中班，成为高级中学。
- 2008年10月，经朔州市政府批准，应县一中增挂朔州外国语学校的牌子[1]；2009年，学校曾试图以朔州外国语学校的名义招收两个日语班，但由于应者寥寥，最终未能开班。